# Tai Odiase

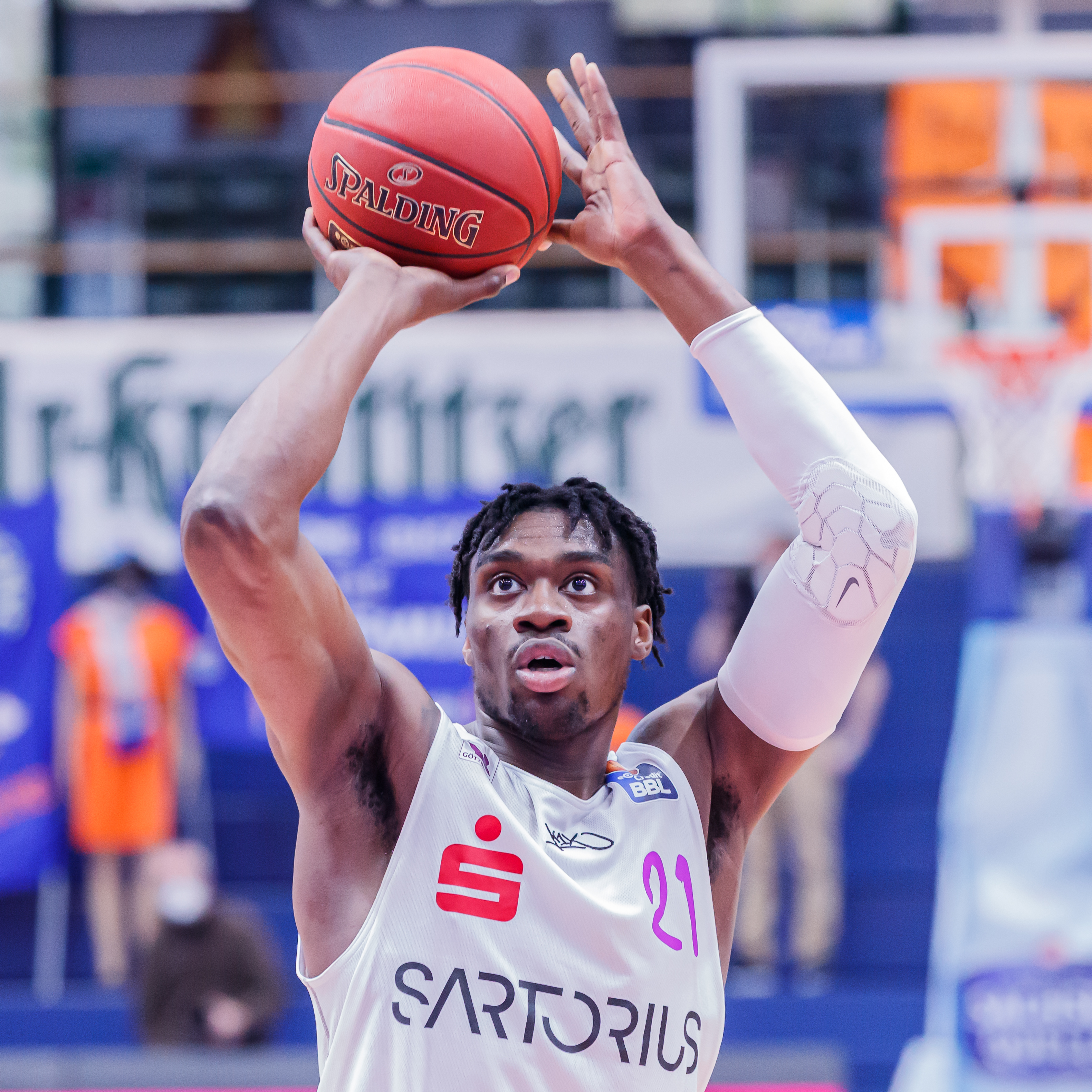
Odiase im Trikot der BG Göttingen (2021)

Tai Odiase (* 21. September 1995 in Glenwood, Illinois) ist ein US-amerikanischer Basketballspieler, der bei den EWE Baskets Oldenburg in der Basketball-Bundesliga (BBL) unter Vertrag steht. Odiase ist 2,06 Meter groß und läuft meist als Center auf. Er spielte vier Saisons College-Basketball für die UIC Flames. Nachdem Odiase beim NBA-Draftverfahren 2018 nicht ausgewählt worden war, schloss er sich der griechischen Mannschaft GS Lavrio an.

## High School
Odiase, dessen Eltern aus Nigeria in die Vereinigten Staaten auswanderten, besuchte als Schüler die Homewood-Flossmoor High School in Flossmoor (US-Bundesstaat Illinois). In seiner Junior-Saison verhalf er der Schulmannschaft, den Vikings, zum Gewinn des Conference-Meistertitels, außerdem wurde er ins All-Conference-Team berufen. In seiner Senior-Saison erzielte Odiase im Durchschnitt 17,4 Punkte, 10,4 Rebounds und 3,1 Blocks pro Spiel.
In den Ranglisten seiner Abschlussklasse wurde er unter den besten 25 Spielern aus Illinois (und als fünftbester Center) geführt.

## College
Am 1. September 2013 gab Odiase bekannt, dass er das Angebot der University of Illinois at Chicago (UIC) angenommen hat.
Odiase spielte vier Jahre an der UIC, in dieser Zeit bestritt er 130 Spiele und stand in 117 Spielen in der Anfangsaufstellung. Er wurde in seiner Junior- und in seiner Senior-Saison zum besten Verteidiger der Horizon League ernannt und in das All-Defensive 1st Team berufen, in seiner Sophomore-Saison wurde er zwar nicht als Verteidiger des Jahres, wurde aber trotzdem ins All-Defensive 1st Team der Liga gewählt.
Odiase erzielte mit 361 Blocks in seinen vier Jahren an der University of Illinois at Chicago die meisten in der Geschichte der Horizon League, damit setzte er sich außerdem in der ewigen Bestenliste der NCAA Division I auf den 37. Platz.
In seiner Senior-Saison erzielte er im Durchschnitt 9,3 Punkte, 5,6 Rebounds und 3,1 Blocks pro Partie.

## Professionelle Karriere
Nach dem Abschluss seiner College-Karriere schloss sich Odiase für den Rest der Saison Iberostar Teneriffa in Spanien an und verband mit diesem Wechsel die Hoffnung, seinen Marktwert im Vorfeld des NBA-Draftverfahrens zu steigern.
Nachdem Odiase im NBA-Draft 2018 nicht ausgewählt worden war, schloss er sich den Phoenix Suns in der NBA-Summer-League an. Im Anschluss an diese unterschrieb er einen Vertrag beim griechischen Verein GS Lavrio.
Im Dezember 2019 unterschrieb Odiase einen Vertrag beim NBA-G-League-Team Greensboro Swarm. Am 24. Februar 2020 erzielte er in einem Spiel gegen die Long Island Nets 14 Punkte, sechs Rebounds und einen Block. Er kam während der Saison auf Mittelwerte von 4,8 Punkten, 3,7 Rebounds und 1,3 Blocks pro Spiel.
Am 22. Juli 2020 wurde Odiases Verpflichtung durch den deutschen Bundesligisten BG Göttingen bekanntgegeben. Am 7. Februar 2021 erzielte er während eines 87:82-Sieges gegen s.Oliver Würzburg 23 Punkte und 11 Rebounds.
Am 14. Juni 2021 wurde bekanntgegeben, dass Odiase einen Vertrag bei den EWE Baskets Oldenburg in der Basketball-Bundesliga unterschrieben hat.

## Auszeichnungen und Erfolge
- 2× Horizon League Defensive Player of the Year: 2017, 2018
- 3× Horizon League All-Defensive First Team: 2016, 2017, 2018